# Resolució 1076 del Consell de Seguretat de les Nacions Unides
La Resolució 1076 del Consell de Seguretat de les Nacions Unides fou adoptada per unanimitat el 22 d'octubre de 1996.
Després de considerar la situació a Afganistan, les resolucions de l'Assemblea General i la Declaració conjunta feta el 4 d'octubre de 1996 pels líders del Kazakhstan, Kirguizstan, Rússia, Tadjikistan i l'Uzbekistan sobre l'evolució del país, el Consell va debatre sobre la deteriorada situació política, militar i humanitària a Afganistan.
Hi havia preocupacions sobre la confrontació militar i la matança de refugiats, així com la discriminació contra la dona i la violació dels drets humans a Afganistan. Es va demanar a totes les parts del país que resolguessin les seves disputes per mitjans pacífics, i el Consell va destacar la importància de la no ingerència en els assumptes interns del país, inclosos els fluxos d'armes a l'Afganistan. Estava convençut que les Nacions Unides continuarien exercint un paper central en els esforços internacionals per aconseguir una solució política al conflicte.
Es va demanar a totes les parts afganeses que cessessin les hostilitats i iniciessin un diàleg polític, ja que eren responsables d'una solució política. Mentrestant,es va demanar a tots els altres països que s'abstinguessin d'interferir en els assumptes interns de l'Afganistan, el respecte de la seva integritat territorial, sobirania i independència i respectar el dret dels afganesos a determinar el seu propi destí. També es va instar als països a posar fi al subministrament d'armes i munició a totes les parts afganeses.
La resolució ha reiterat que conflicte a l'Afganistan era un brou de cultiu ideal per al terrorisme i el tràfic de drogues que podria desestabilitzar la zona i, per tant, les parts van ser cridades a aturar aquestes activitats. A més, es va instar a les parts a posar fi a les mines terrestres que causaven nombroses baixes civils. El Consell també va condemnar la discriminació contra les dones i nenes afganeses i altres violacions dels drets humans i del dret internacional humanitari. Es va instar a totes les parts afganeses a cooperar amb la Missió Especial de les Nacions Unides a l'Afganistan i es van requerir els esforços de l'Organització de la Conferència Islàmica.
Es va demanar assistència humanitària a la comunitat internacional i les organitzacions. Finalment, es va demanar al Secretari General Boutros Boutros-Ghali que informés sobre la situació al Consell i l'aplicació de la resolució abans del 30 de novembre de 1996.